# Ares V
Ares V (v preteklosti znana kot Cargo Launch Vehicle-CaLV) je bila predlagana supertežka nosilna raketa programa Consetallation, ki so ga pozneje preklicali in s tem tudi raketi Ares V in Ares I. Obe raketi sta bili  poimenovani po grškem bogu vojne Aresu. Uporabljala bi se za izstreljevanje težkih tovorov na misije kot so vrnitev na Luno ali pa polet na Mars. S kapaciteto 188 ton v nizkozemeljsko orbito (71 ton v translunarno) bi bila najzmogljivejša raketa na svetu, Saturn V je lahko dvignila 118 ton v NZO (45 ton v translunarno orbito). Program Constellation bi uporabljal dve raketi: Ares V bi izstreljeval težke tovore in opremo, manjši Ares I pa bi izstrelil vesoljsko plovilo Orion s človeško posadko. Raketo Ares I so enkrat poskusno izstrelili.
Sprva je bilo predvidevano, da bi Ares V izstrelil stopnjo Earth Departure Stage in plovilo za pristanek na Luni - Altair. Vrnitev na Luno je bila predvidevana za 2019. Ares V bi se tudi uporabljal za glavni cilj programa - pristanek na Marsu po letu 2030. Poleg tega bi lahko izstrelil vesoljski teleskop ATLAST, večjega (8-16 m) in bolj sposobnega naslednika Hubbla.
Obe raketi (I in V) bi uporabljali tehnolgijo iz Space Shuttla, lunarnega programa Apollo in nosilne rakete Delta IV Heavy. Novi raketi naj bi bili precej bolj varni kot Space Shuttle. Oktobra 2010 se preklicali program Constellation, septembra 2011 so objavili nov program Space Launch System, ki uporablja malo manjšo nosilno raketo.
Kot zanimivost: v Sovjetski zvezi so predlagali supertežko verzijo rakete Energija - Vulkan Hercules s kapaciteto 175 ton v NZO.